# Viktorin József
Viktorin József Károly (Victorin, Zavar, Pozsony vm., 1822. március 22.–Buda, 1874. július 20.) plébános, szlovák író, nyelvész, történész, irodalomszervező, könyvkiadó. Írói álnevei: Tares, Josef Antonovič, Június, Rodomil.

## Élete
Morvaországi származású édesapja, Viktorin Antal napszámosként dolgozott, édesanyja, Ernst Erzsébet cseh származású volt. Négy éves korában Alsócsöpönybe, majd Felsőcsöpönybe költöztek, ahol apja bérelt földön gazdálkodott, míg 1831-ben el nem hunyt. Az elemi iskolát Szereden kezdte, majd a 2. osztálytól Nagyszombatban folytatta. Ott végezte a gimnáziumot is, eleinte kosztosként, majd – szegénységük miatt – úgy, hogy minden héten kétszer gyalog ment be Felsőcsöpönyből Nagyszombatba. A legjobb tanulók között volt (az akkori rangsoroló osztályzás szerint), így nagyobb diákként korrepetálást vállalt, hogy segítse édesanyját és testvéreit.
Gyerekkorától papnak készült, és gimnáziumi tanulmányai végén, 1840-ben felvételt nyert az esztergomi főegyházmegye papnövendékei közé, a nagyszombati szemináriumba. Ott ismerkedett meg, és kötött barátságot vele egykorú paptársával, Palárik Jánossal. Együtt, titokban szerezték be a prágai Kwěty české (Cseh virágok) és más hasonló szláv kiadványokat. Megismerkedtek a szlovák nemzeti ébredés vezetőivel, így Radlinszky Andrással és Stúr Lajossal. A szlovák nemzeti mozgalom egyesülési törekvéseinek támogatóivá váltak, és az evangélikussokkal is szívesen együttműködtek. Viktorin 1845-től, még teológusként kezdett publikálni a Stúr által szerkesztett Slovenské národné noviny újságba, illetve az Orol Tatransky (Tátrai Sas) irodalmi folyóiratba. Szlovák érzelmeik miatt tanulmányaik során többször is pánszlávizmussal vádolták meg őket. 1846. április 30-án Szemes György szemináriumi rektor átkutatta fiókjaikat, és elkobzott tőlük különböző szlovák íróktól kapott mintegy 200 levelet. Mivel nem tudott szlovákul, lefordíttatta azokat latinra. Eközben a szemináriumi önképzőkör, a Magyar nyelvgyakorló egylet május 4-i ülésén egyes diákok azzal vádolták őket, hogy jobban szeretik szlovák nyelvüket, mint hazájukat, és azt javasolták, hogy küldjék el őket az intézményből. A vizsgálat során azonban a rektor végül nem talált kivetnivalót, és a tanév végén „néhány barátságtalan mondat” kíséretében visszaadta Viktorinnak és Paláriknak az elvett iratokat. A következő tanévben, 1847. január 15-én Kopácsy József esztergomi érsek és Simor János érseki helynök jóindulatának köszönhetően pappá szentelték őket.
Viktorin József 1847 februárjától segédlelkészként Szenicén (Nyitra vármegye) kezdett szolgáni. Itt ismerkedett meg a szomszédos Lubokán élő evangélikus lelkésszel, Hurban Józseffel, a radikális szlovák nemzeti politizálás egyik vezéralakjával. Szoros barátság alakult ki köztük, amely sem az egyházi, sem a világi elöljáróknak nem teszett. „Egyesek pánszlávizmussal gyanúsítottak, mások luteranizmussal” – írta Viktorin önéletrajzában.
Ezért októbertől Nádasdra (Pozsony megye) helyezték. Bár plébánosa, Laucsik Mihály magyar érzelmű volt, jól megértették egymást. 1848. május 23-án együtt tartóztatták le őket, azzal a váddal, hogy a nádasi kocsmában egy Heller nevű zsidó sebész megverésére és a nádasi zsidók kirablására izgatták a falusiakat, mert az állítólag bántalmazta Kovács József szomolányi plébánost és káplánját. Viktorin szerint a vádat hamis tanúvallomások támasztották alá. Május 26-tól a pozsonyi megyei börtönben tartották fogva őket, szemben az addigi szokással és a pozsonyi káptalan kérésével, hogy a letartóztatott papokat egy kolostorban helyezzék el. Ráadásul Viktorinnál megtalálták az 1848 nyarán kibontakozó a szlovák fölkelés vezetőinek, Hurbannak, Stúrnak és Hodza Mihálynak a leveleit. Ezeket a pozsonyi törvényszék novemberben Csány László kormánybiztosnak továbbította. Végül a két papot a császári csapatok Pozsonyba bevonulása után, 1848. december 24-én engedték ki a börtönből, Alfred zu Windisch-Grätz tábornagy, illetve Johann Kempen altábornagy parancsára. Viktorin ellen azonban az eljárás folytatódott. A pánszlávizmussal kapcsolatos vádakat végül ejtették, de az izgatás miatt 1850. január 11-én pénz- és börtönbüntetésre ítélték. Utóbbit 1848-as fogsága miatt letöltöttnek tekintették.
Viktorint 1850-ben Szakolcára helyezték káplánnak. Onnét is rendszeresen publikált a bécsi és prágai cseh és szlovák politikai lapokban (Slovenské noviny, Videnšky dennik, Pražské noviny, Slovan), amelyek Magyarországon részben tiltottak voltak. Fölfigyelt rá a császári titkosrendőrség is, lakásán rendőrségi házkutatást is tartottak, és elfogták Karel Havlíček Borovský cseh íróval folytatott levelezését, aki a Monarchián belül autonóm terület fölállítását tervezte a csehek, morvák, sziléziaiak és szlovákok számára. A hatóságok úgy döntöttek hogy kezdeményezik elhelyezését a szlovák nyelvű vidékről. Így főpásztora 1852. április 23-án Óbudára helyezte. Ottani plébánosa, Kántz Lázár pozsonyi kanonokká kinevezése miatt 1854. június 1-től 1855 márciusig adminisztrátorként vezette az óbudai plébániát. 1856. január 2-tól a budai Felsővízivárosban kapott segédlelkészi beosztást.

## Szlovák irodalmi munkássága Budán és Pesten
Pest-Buda akkoriban a szlovák szellemi és politikai élet fontos központja volt, jelentős szlovák nyelvű lakossággal, ahol Viktorin József hamar társakat talált, például Palárik Jánost, aki 1852-től 1860-ig terézvárosi káplán volt. Óbudáról szervezték meg Holly János szlovák író, vágmedencei plébános síremlékének fölállítását és megszentelését 1854. május 11-én a Nyitra megyei Jókőn. Viktorin tagja lett a Szent Adalbert Egyházirodalmi Egyesület (Spolok Svätého Vojtecha) 1857-ben összeült ideiglenes tanácsának. Részt vett a turócszentmártoni Matica slovenská megalakításában, amelynek 1861–1863 között ideiglenes pénztárosa volt, az első közgyűlésen, 1863. augusztus 4-én pedig a bizottság tagjai közé választották.
Viktorin és Palárik saját költségükön fogtak bele irodalmi és közéleti vállalkozásaikba, azzal a céllal, hogy ápolják és egységesítsék a szlovák nyelvet. Az 1850-es években ugyanis a császári kormányzat a „staroslovenčinának”, azaz „ószlováknak” nevezett bibliai cseh nyelvet támogatta, miközben a szlovák írók fiatalabb nemzedéke az új, Stúr Lajos folyóirataiban megteremtett irodalmi nyelven alkotott. Ekkoriban Viktorin és Palárik is áttért a staroslovenčina használatára, amelyet Hurban élesen bírált. 1858-ban a két pest-budai pap közösen adták ki a Concordia almanachot, amelynek neve is jelezte, hogy a két nyelvváltozat összebékítésére törekszik. A szerkesztők mind a két dialektusban elfogadtak írásokat, de kiderült, hogy az elsöprő többség a Stúr-féle nyelv híve.
A Concordia folytatásaként Viktorin 1860 és 1864 között Lipa (Hárs) címen szerkesztett irodalmi almanachot, amelyben az akkori szlovák irodalom legjelentősebb műveit tette közzé, többek között Palárik János, Záborszky Jónás és Botto János színműveit. Sokszor kifejezetten megadott témájú írásokat kért a szerzőktől. Maga is publikált útleírásokat, irodalmi, nyelvészeti írásokat, valamint fordításokat. Lefordította, és közzétette például Eötvös József Egy tót leány az Alföldön című elbeszélését.
Először 1860-ben jelent meg német nyelvű, rendszeres szlovák nyelvtana (Grammatik der slowakischen Sprache), amely iskolai oktatásra és magántanulásra szolgált, és további három kiadást ért meg (1862, 1865, 1878). Ez tulajdonképpem Hattala Márton latin (Grammatica linguae slovenicae, 1850) és szlovák nyelvű (Kratká mluvnica slovenska) nyelvtani műveinek kiegészítése volt, amelyet már nem tudott megírni, és azt Viktorinra bízta. Viktorin munkájának fontos szerepe volt az új szlovák nyelvi szabályok, és az önálló (a cseh nyelvtől különböző) szlovák nyelv népszerűsítésében. Rámutatott arra, hogy a szlovák nyelv összekötő szerepet tölt be a nyugati és a keleti szláv nyelvek között.
Viktorin figyelemmel kísérte a délszláv és orosz irodalmat, és széleskörű levelezést folytatott. 1861-ben Pest-Budán ismerkedett meg Piotr Lavrovszkij  orosz nyelvésszel, aki szláv nyelveket tanított a harkovi egyetemen. Javaslatára Viktorint 1863-ban az egyetem tiszteletbeli tagjává választották, és kitüntették az orosz cári Szent Anna-rend második fokozatával.
Politikai nézeteit tekintve Viktorin azok közé tartozott, akik Stúr nemzedékének liberális irányát követték. A turócszentmártoni „régi iskola” követőivel szemben a pest-budai „új iskolához” tartozott, sőt egyik vezetőjévé vált. A „régiekkel” szemben az „új iskola” hitt a magyar politikusokkal folytatott párbeszéd eredményességében, ezért 1872-től Kiegyezés Szlovák Pártja néven próbáltak politizálni. (Miután azonban a magyar kormány nem fogadta el őket, sőt 1874/1875-ben, már Viktorin halála után bezárták a három szlovák gimnáziumot és a Matica slovenskát, a párt megszűnt.)
1864-ben a Peštbudinské vedomostiban (Pest-budai Tudósító) megjelent írásában Viktorin bírálta a szlovák értelmiség konzervativizmusát, és hiányolta a liberalizmust. Ennek nyomán éles sajtóvitába keveredett barátjával, Hurban Józseffel, aki materializmussal, dekadens irodalmi minták felmutatásával, a szlovák közösség erkölcseinek és vallásosságának rombolásával vádolta Viktorint. Ez annyira bántotta, hogy nyilvános irodalmi tevékenységét befejezte. Csupán Kempis Tamás Krisztus követése című lelkiségi munkájának szlovák fordításával foglalkozott, amely végül 1867-ben jelent meg.

## Visegrádi munkássága
Visegrád római katolikus plébániáját, amely a Pénzügyminisztérium (mint a koronauradalom kezelője) kegyurasága alatt állt, 1866 áprilisában nyerte el. (Ezután is szeretett volna szlovák hívek közé kerülni, így 1868. május 2-án pályázott a Pozsony megyei Iványi plébániájára, de nem nyerte el, maradt haláláig Visegrádon.) Itt hamar fölfedezte, hogy az elhanyagolt állapotú, romlásnak indult visegrádi fellegvár megmentésre érdemes érték. Ezért 1868-tól, részben saját költségén, részben közadakozásból utat építtetett a falu közepétől a Kálvárián át a fellegvárig. Az út teljesen 1871-re készült el.
1869-ben Viktorin egy kilenc láb (2,7 méter) magas aranyozott vaskeresztet állított egy vár alatti sziklán az 1330-ban ártatlanul elpusztított Zách Klára emlékére, akit elsősorban Arany János 1855-ben írt verse tett nemzeti szimbólummá. (De Záborszky Jónás is drámát írt róla, amelyet éppen Viktorin adott ki 1865-ben). Az volt a célja, hogy Visegrádra irányítsa az ország és a főváros figyelmét. 1869. szeptember 19-én Zách Klára emlékünnepélyt szervezett, amelyre nagyjából ezer ember érkezett hajóval és vonattal Visegrádra, és a sajtó is terjedelmes tudósításokban számolt be róla. A keresztnél tartott ünnepségen Viktorin tartott beszédet Zách Kláráról, sőt Arany János versét is elszavalta.
Viktorin 1870-ben személyesen és írásban is javasolta Eötvös József kultuszminiszternek a visegrádi várrom védelmét és felújítását. Az ügynek megnyerte a kor neves régészeit és művészettörténészeit (Ipolyi Arnold, Rómer Flóris, Henszlmann Imre). 1870-ben régészeti bizottság szállt ki Visegrádra, 1871-ben pedig Henszlmann Imre és Schulek János vezetésével megindult a romok rendbehozatala. Ő maga könyvet írt Visegrád hajdan és most címmel, amelyben magyarul (és németül), kibővítve közölte az általa 1858-ban szlovákul közreadott „történelmi helyrajzot”, a felújítás addigi történetét és Arany balladáját.
Visegrád egyházi épületeire is volt gondja Viktorin Józsefnek. 1867-ben helyreállíttatta a Kálvária-kápolnát, mögötte pedig keresztet emeltetett Kempis Tamás Krisztus követése szlovák fordításának jövedelméből, amelyet ezért Kempis Tamás-keresztnek neveznek. 1871-ben kibővíttette a régi templom helyén álló iskolát. Az épület bejárata fölött ma is látható az akkor elhelyezett márványtábla. 1873-ban felújíttatta a Duna-parton álló Mária kápolnát.
Végrendeletében, 1874. január 22-én (majd módosítva június 21-én) könyvtárát, nyelvtankönyvének és visegrádi monográfiájának kiadási jogait a Matica slovenskára hagyta, valamint 1000 forintot rendelt a prágai Lipová venca alapítványnak szlovák irodalmi és történeti munkák kiadására, azzal a meghagyással, hogy azt öt év múlva a Matica slovenská vegye át, amennyiben zavartalanul működhet. Egyaránt 100-100 forintot hagyott a Szent Adalbert Társulatnak, a Matica slovenskának, a znióváraljai szlovák gimnáziumnak, a Kisfaludy Társaságnak és a pesti Magyar Írók Egyletének. (Eredetileg 100–100 forintot hagyott volna a prágai, zágrábi, zárai, újvidéki, laibachi és lembergi Matica egyesületekre is, ezt azonban a módosításkor kihagyta.)

## Halála
Sokoldalú munkássága, túlhajszoltsága, és a szlovák kulturális intézmények elleni támadások felőrölték idegeit. 1874-től agydaganat támadta meg, gyakran voltak erős fejfájásos rohamai, dührohamok kíséretével. 1874 júniusától Dr. Vaskovics gyógyintézetében kezelték Budán, de a fejfájások nem enyhültek. 1874. július 18-án saját kérésére a budai irgalmasrendi kórházba szállították, ahol két nap múlva, zavarodott elmeállapotban, önkezével vetett véget életének. Síremléke a visegrádi temetőben található, felirata latin nyelvű.

## Emlékezete
- 1947-ben Szenicén kápláni működésének helyszínén, születésének 100. évfordulóján a templom keleti homlokzatára emléktáblát helyeztek.

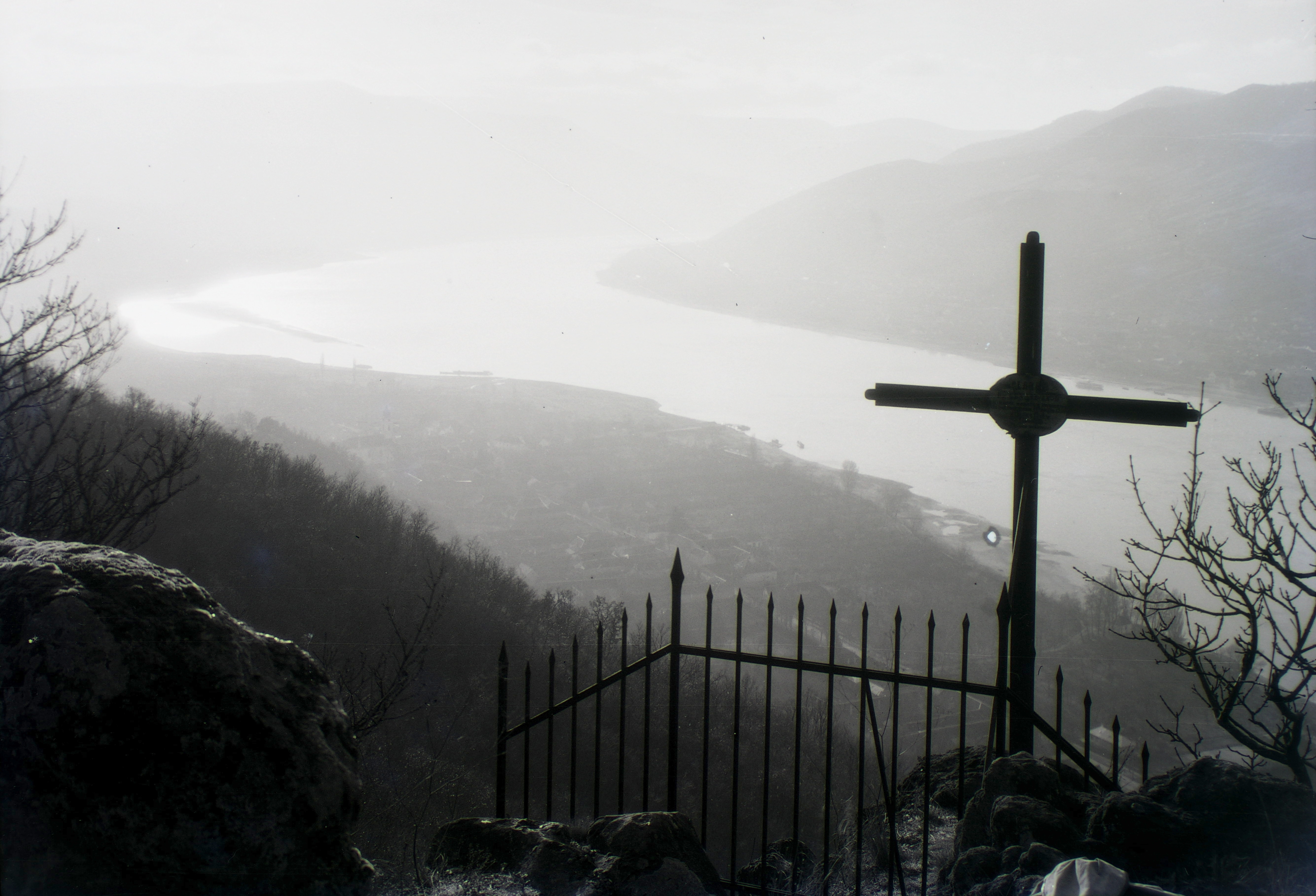
A Viktorin-emlékmű felett álló Zách Klára emlékkereszt másolata

- Az 1869. évi Zách Klára-ünnepség 100 éves évfordulóján, 1969-ben a Pilisi Parkerdőgazdaság felújította a Viktorin József által a fellegvárhoz vezető utat, amelyet attól fogva Viktorin útnak neveznek. Szeptember 19-én „100 éves a Dunakanyar idegenforgalma” címmel jubileumi ünnepséget rendeztek. Délelőtt megkoszorúzták Viktorin síremlékét, majd emlékülést tartottak kulturális műsorral az „Átkelő” étteremben. Délután emléktáblát avattak a Viktorin út feljárati lépcsőjénél álló oszlopon, majd fölavatták az időközben ledőlt Zách Klára-kereszt helyén emelt, modern, V-betűt ábrázoló emlékművet a fellegvár alatt. Az ünnepségen ismét elhangzott Arany János Zách Klára balladája, amelyet Jancsó Adrienne „drámai hatással adott elő”.[11] A Viktorin út emlékoszlopát és a Viktorin-emlékművet 2005-ben megújítottak. Utóbbi fölött akkortól áll ismét a hegyoldalban a Zách Klára-vaskereszt másolata is.
- Zavarban, szülőházán 1992-ben avattak emléktáblát.
- Visegrádon a Viktorin által átépíttetett régi iskola épületén 2013-ban a Józsefvárosi Szlovák Önkormányzat helyezett el kétnyelvű emléktáblát.
- Budapesten, kápláni működésének színhelyén, a felsővízivárosi Szent Anna templomban a Fővárosi Szlovák Önkormányzat 2022. március 20-án, Viktorin születésének 200. évfordulója alkalmából avatott emléktáblát, amely a bejárattól jobbra eső helyiségben, a gyóntatószék mellett található.[12]

## Fontosabb művei

### Könyvek
- Grammatik der slowakischen Sprache: Zum Schul- und Selbstunterrichte, Pest, 1860; 1862; 1865; 1878.
- Visegrád hajdan és most: Egykori királyi vár és székváros története s leírása különös tekintettel a várromok megóvására, Pest, 1872.
- Visegrad einst und jetzt: Geschichte und Beschriebung der ehemaligen Königsburg und Residenzstadt mit besonderer Rücksicht auf die Erhaltung der Burgruinen, Pest, 1872.

### Folyóiratban
- Ján Hollý, in Concordia: Slovansky letopis, Budín, 1858, 87-132.
- Višegrad: Opis historicko-topografický, in Concordia: Slovansky letopis, Budín, 1858, 173-192.
- Výlet do Mehádie a Bielohradu, in Lipa: Národní zábavník 1(1860), 155-212.
- Ján Kalinčák: Obrázok životopisny, in Lipa: Národní zábavník 2(1862), 99-130.
- Hrad Buchlov: Opis historicko-topografický, in Lipa: Národní zábavník 2(1862), 281-304.
- Výlet na more Jaderské, in Lipa: Národní zábavník 3(1864), 255-276.
- Myšliensky inojazyčých mužov vytečných, in Lipa: Národní zábavník 3(1864), 369-372 = Turčiansky Sv. Martin, 1907.
- Autobiografia Jozefa K. Viktorína, ed. Anton Baník, in Sborník Matice slovenskej 1935:1.

### Fordítások
- Slovenské dievča na Dolnej Zemi / Josef Eötvöš, (fordítás), in Lipa: Národní zábavník 3(1864), 183-216.
- Emeljan Pugačev: Obrazy ruské z roku 1773–1775 / Karol Frencl (fordítás), in Lipa: Národní zábavník 3(1864), 217-254.
- Štvora knih o nasledováni Krísta / Tomaš Kempensky (fordítás), Pešt-Budin, 1867.

### Szerkesztések
- Sládkovič, Andrej, Spisy básnické, Pest, 1861.
- Hollý, Ján, Spisy básnické, Pest, 1863.
- Záborsky, Jonáš, Básné dramatické, Pest, 1865.
- Záborsky, Jonáš, Bájky slovenské, Pest, 1866.
- Záborsky, Jonáš, Lžedimitriády čili Búrky lžedimitrijovské v Rusku, Pest-Budín, 1866.

## Szakirodalom
- Zelliger Alajos: Egyházi írók csarnoka: Esztergom-főegyházmegyei papság irodalmi munkássága, Nagyszombat, 1893, 553.
- Némethy Ludovicus: Series parochiarum et parochorum Archi-dioecesis Strigoniensis, Strigonii, 1894, 1020 (‘Victorin’).
- Szinnyei József: Magyar írók élete és munkái, XIV, 1219.
- Popovič, Anton, J. K. Viktorin a P. A. Lavrovskij. Poznámka o charaktere slovensko-ruských literárnych stykov v šestdesiatych rokoch 19. storočia, in Slovenská literatúra 1957:3, 395–398.
- Gasparík, Mikuláš: Jozef Karol Viktorín (1822—1874): K 90. výročiu smrti, in Slovenská literatúra, 1963:4, 418.
- Cseke László: Visegrád 100 éves idegenforgalmi jubileuma alkalmából Viktorin József úttörő tevékenységének ismertetése, in Dunakanyar Tájékoztató 1969:3, 5-17.
- Jóna, Eugen: Viktorinova Gramatika a jeho názory na spisovný jazyk, in Slovenská reč 1973, 69–76.
- Hnilica, Ján: Jozef Viktorin (1822–1874) e la sua opera editorial letteraria e grammaticale, Padova, 1979.
- Gróh Gáspár: Józef Viktorin József és Visegrád, in Határ: Ok nélkül, Budapest, 2006, 335-343.
- Kápolnai Kázmér: Jozef Viktorin (1822–1874): Katolikus pap, irodalomszervező, kiadó, közöíró, mecénás, in Magyar Egyháztörténeti Vázlatok 2012:3-4, 31-38.
- Rusnáková Helena: Kaplán v Nádaši (Trstíne) vo veľmi vážnej situácii, oslovma.hu, 2012.
- Rusnáková Helena: J. K. Viktorin viharos élete, Érsekújvár, 2012.
- Kováčová, Anna: Po stopách slovenskej minulosti Budapešti: Výber zo štúdií a prednášok, Budapest, 2014, 263–275.
- Demmel József: Kirándulás a magyar nemzeti múltba? Jozef Viktorin szlovák életműve és a visegrádi várromok, in Századok 2015:3, 535-556.